# Viktor Doubovyk
Viktor Viktorovitch Doubovyk, né le 10 décembre 1989 à Urîtchcha, voblast de Minsk, RSS de Biélorussie, est un juriste ukrainien, avocat et haut fonctionnaire. Depuis mai 2024, il occupe le poste de directeur général de la direction de la politique juridique au Bureau du président de l'Ukraine. Il a auparavant dirigé le Bureau de lutte contre le raid du Ministère de la Justice d'Ukraine.

## Biographie

### Formation
Il est diplômé de l'Université nationale Vassyl Stous de Donetsk (droit) et de l'Académie nationale d'administration publique auprès du président de l'Ukraine (spécialité « Politique économique »).

### Carrière
Depuis 2011, Viktor Doubovyk exerce une activité juridique, spécialisée dans l’accompagnement des entreprises et la protection contre les prises de contrôle illégales et les attaques de type raider. Au cours de cette période, il a travaillé comme juriste, puis en tant que directeur de l’entreprise Viva Lex,.
En 2012, il se porte candidat à la Verkhovna Rada sur la liste du parti « Planète verte » au numéro 13, mais n’est pas élu.
De 2013 à 2014, il occupe le poste de conseiller du Premier vice-Premier ministre d’Ukraine.
En 2015, il se présente aux élections du conseil régional de Mykolaïv sous l’étiquette de « Union panukrainienne « Patrie » », en 14ᵉ position, mais n’est pas élu.
De 2016 à 2020, il est associé au cabinet d’avocats « Volkhv » et dirige la pratique de la protection des entreprises.
En 2019, il obtient son certificat d’aptitude à exercer l’activité d’avocat.

### Activité au sein du ministère de la Justice d’Ukraine
En 2020, il occupe le poste de chef de l’Unité chargée de l’examen des requêtes et des plaintes en matière d’enregistrement d’État au sein du Département du notariat et de l’enregistrement d’État.
Du 18 septembre 2020 au 18 avril 2024, Viktor Dubovik dirige le Bureau de lutte contre le raid du Ministère de la Justice d’Ukraine. Au cours de cette période, il initie un certain nombre de réformes visant à renforcer la protection des droits de propriété et à contrer les prises de contrôle illégales des biens. Notamment, le nombre d’interventions non autorisées dans les registres d’État est réduit à zéro, le processus d’examen des plaintes est optimisé,, et le système d’enregistrement est protégé pendant la loi martiale.

### Activité au sein du Bureau du président d’Ukraine
En avril 2024, Viktor Doubovyk est nommé directeur général de la Direction de la politique juridique auprès du Bureau du président d’Ukraine. À ce poste, il est chargé de l’élaboration des initiatives juridiques du Président et de la coordination de la politique juridique de l’État.

## Activité publique
Depuis l’invasion russe à grande échelle en Ukraine, il communique avec les milieux d’affaires au sujet des particularités des attaques de type « raider » pendant la loi martiale et de la prévention de telles pratiques,,. En 2023, il a été candidat au poste de chef de l’Agence de recherche et de gestion des avoirs provenant de la corruption ; la commission de sélection a toutefois choisi un autre candidat. En 2025, il a participé au concours pour le poste de directeur du Bureau de la sécurité économique de l’Ukraine. Lors de cette procédure, il a soulevé la question des violations systémiques des principes de transparence et d’ouverture dans le travail de la commission de sélection,,,.

## Distinctions et récompenses
- Diplôme honorifique du Cabinet des ministres d’Ukraine (2020) — pour sa contribution significative au développement de la politique juridique et à la lutte contre le « raidering »[1] ;
- Distinction du Ministère de la Justice d’Ukraine (2021) — pour son professionnalisme et son efficacité à la tête du Bureau de lutte contre le « raidering »[1] ;
- Médaille «Pour le soutien aux Forces Armées d'Ukraine» (2022)[7] ;
- Distinction de la Direction principale du renseignement militaire du ministère de la Défense d’Ukraine — médaille « Pour l’appui au renseignement militaire ukrainien » de deuxième classe (2022)[7].